# 迪士馬樂園
迪士馬樂園（Dismaland）位於英國英格蘭森麻實郡的濱海韋斯頓（Weston-super-Mare），是由街頭藝術家班克斯（Banksy）策劃的一個短期藝術項目。班克斯的反烏托邦樂園主張主題公園應該有更有意義的主題。樂園內包括破舊的睡美人城堡、歪曲的小美人魚、漫畫風格的機埸安檢區等藝術裝置。為了營造氣氛，樂園內工作人員的服務態度更像喪屍般冷淡。一貫班克斯的作風，展品都念有諷刺政治的信息。因此，迪士馬樂園標榜為「一個不適宜兒童參觀的家庭主題樂園」。